# Il tredicesimo è sempre Giuda
Il tredicesimo è sempre Giuda (dt.: „Der Dreizehnte ist immer ein Judas“) ist ein im deutschen Sprachraum nicht veröffentlichter Italowestern von Giuseppe Vari aus dem Jahr 1971. Am 12. März dieses Jahres lief er in Italien an.

## Handlung
Sonora, an der mexikanischen Grenze. Die Vorbereitungen zur Hochzeit von Captain Ned Carter und Mary Belle Owens sind in vollem Gange, als jemand bemerkt, dass die Tafel 13 Gedecke aufweist. Böse Vorahnungen bestätigen sich, als die Postkutsche die Leichen der Braut und dreier anderer Passagiere mit sich führt. Zwei der Hochzeitsgäste, Tim und Joe, machen sich an die Aufklärung des Falles und können Ned als Verantwortlichen entlarven. Der war zu Zeiten des Bürgerkrieges in den Besitznachweis einer Menge Konföderierten-Goldes gekommen, das in einer ihm unbekannten Mine lagerte, die Mary Belles Vater gehörte. Um den Ort der Mine zu erfahren, begann er ein Verhältnis zu Mary Belle; nach der Entdeckung der Mine wurde er dazu gezwungen, ihren Vater zu erschießen. Kurz vor der Hochzeit erfuhr er, dass Mary Belle von zwei Agenten begleitet wurde, die ihren Verdacht, der inzwischen auf ihren Bräutigam gefallen war, überprüfen sollten. Tim, der in Mary Belle verliebt war, aber wegen Ned zurückgewiesen wurde, rächt sie.

## Kritik
Eine komplizierte Geschichte wird mit technisch bescheidenen Mitteln und manchmal widersprüchlich erzählt, wobei die Charaktere und Situationen konventionell bleiben, schrieben „Segnalazioni Cinematografiche“.

## Bemerkungen
Der Film erschien als Fotostory 1973 als eine der „Star Ciné Aventures“ in Frankreich. Er spielte in Italien 127 Millionen Lire ein.